# 디오 브란도
디오 브란도는 죠죠의 기묘란 모험 1부 팬텀 블러드와 3부 스타더스트 크루세이더즈의 메인 빌런 캐릭터이다.

## 생애

### 과거
아버지 다리오 브란도와 이름 모를 어머니 사이에서 태어났다. 그의 아버지는 심각한 알코올 중독자였고 어머니는 다리오 브란도의 홀대로 죽었다. 그 이후 아버지에게 맞으며 살던 그는 술을 먹다 기침을 하는 아버지를 보고 약을 구해오려다 되려 얻어맞고는 돌아가신 어머니의 드레스를 팔아서 보약을 사오라는 아버지를 보고 분노하면서 독약을 먹여 그를 살해한다. 그 뒤 아버지가 죠스타 경에 쓴 편지로 죠스타 가문의 양자로 입양하게 된다.

### 청년기
죠스타 가문에 들어온 뒤 집안의 가족들, 또래 친구들을 자신의 편으로 끌어들인 뒤 죠나단 죠스타를 따돌린다. 그는 주변 사람들을 자신의 편으로 만들고 죠지 죠스타에게 절대적인 경의 신임을 얻어 집안의 재산을 가로채려 한다. 그러다 죠나단은 에리나를 만나 점점 행복하게 되자 죠나단과 데이트를 마치고 돌아가던 에리나를 막은 뒤 강제로 키스를 한다. 에리나는 자신의 정조를 지키겠다며 흙탕물로 입을 씻자 그 모습에 화가 난 디오는 그녀의 뺨을 때린다. 이 소식을 들은 죠나단은 분노하며 디오에게 싸움을 건다. 디오는 이 싸움에서 우세를 정하지만 오히려 죠나단에게 얻어맞고 결국 울어버린다. 이에 굴욕을 느껴 뒤에서 죠나단을 칼로 찌르려던 디오는 갑작스러운 죠지 죠스타의 난입으로 실패한다. 그 대신 죠나단이 아끼는 개 대니의 입을 철사로 묶고 상자에 넣어 소각로에 집어넣어 그대로 대니는 산채로 타죽는다. 그 이후 죠나단에게 위기가 찾아왔을 때 생각을 바꾸어 그를 도와주고 그때부터 디오는 죠나단과 친근한 척을 히며 지내게 된다.

### 악연의 시작
그렇게 7년이 지나고 디오는 유산을 상속받을 수 있는 나이가 되고 그 때를 기다렸던 디오는 죠지 죠스타를 독살하기 위해 그의 음식에 조금씩 독을 타는데 그러다 죠나단이 7년전 다리오 브란도의 편지를 보게 되고 다오가 다리오를 독살한 것도 알게 되어 들통나게 된다. 하지만 증거가 없었고 해독제도 필요했었기에 디오가 살았던 오거 스트리트로 원정을 가게되고 디오는 불안에 떨며 길거리를 헤메게 된다. 그러다 어느 부랑자와 시비가 붙었는데 디오는 7년전 죠나단과 싸울때 피가 흐르는 돌로 된 가면을 흉기로 사용할 수 있다는 생각을 하였고 몰래 훔친 상태였기에 그 가면을 테스트하고자 그 부랑자의 얼굴에 붙여본다. 처음에는 계획대로 되나 싶었는데 그 부랑자가 흡혈귀가 되며 피를 빨리게 된다. 그렇게 죽기 직전 해가 뜨게되고 그 흡혈귀는 태양의 햇빛으로 온몸이 바스라지며 죽게된다. 그 일로 디오는 그 가면이 인간을 흡혈귀로 만들 수 있다는것을 알게 된다. 그 후 집으로 돌아오니 죠나단과 경찰들이 있었고 눈물을 흘리며 착한 척을 해보려 했으나 죠나단과 같이 온 로버트 E.O 스피드왜건이 디오는 토가 나오는 악이라 말하자 실패하고 경찰에게 체포당할 위기에 처한다. 하지만 디오는 숨겨뒀던 가면을 꺼내며 "나는 인간을 그만두겠다, 죠죠!" 라 말한 뒤 그 가면을 쓴다. 그와 동시에 경찰들이 그에게 총을 격발했고 그것에 맞은 디오는 창문 너머로 떨어진다.

### 죠나단의 죽음
파문을 사용하는 죠나단에게 패배하여 몸이 타들어가기 전에 자신의 목을 잘라 겨우 목숨을 건지게 된다. 그 후 죠나단이 탄 배에 침입하여 그의 목을 절단해 살해한 뒤 죠나단의 신체를 빼앗게 된다. 그와 동시에 배가 폭발하게 되고 그는 폭발 직전 상자에 들어가 100년간 잠들게 된다.
그 후에 어느 3명의 남자에게 꺼내진 디오는 상자에서 나와 그 3명의 피를 빨아버린 후 탈출한다.
탈출 후 이집트로 가 엔야 할멈을 만나 스탠드 구현의 화살을 맞고 스탠드를 얻게 된다.

### 이후 행적
카쿄인 노리야키의 반경 20M 에메랄드 스플래쉬가 발동되었을 때 그들의 앞에서 처음으로 시간을 정지시킨 후 카쿄인의 복부를 주먹으로 뚫어 살해한다. 그 후 죠셉 죠스타가 쿠죠 죠타로에게 디오의 스탠드 더 월드의 능력을 시간을 정지시키는 능력이라는것을 전해줄때 시간을 정지시키고 죠셉의 목에 칼을 던진다. 그리고 죠셉의 피를 빨고 더욱 강해진다.

### 최후의 전투
죠타로가 정지된 시간속에서 2초간 움직일 수 있게 되었을 때 디오는 시간을 정지시키고 죠타로를 공격한다. 3초가 지나고 죠타로가 공격을 하자 디오도 공격을 하는데 스타플래티나의 파괴력에 손이 으깨진다. 하지만 디오는 아직 정지시킬 시간이 4초나 남아있었고 그 시간으로 회복을 한 뒤 죠타로를 도발한다. 그 이후 죠타로를 공격하여 멀리 날려보내고 죠타로가 떨어졌을 때 시간정지를 시키고 7초가 지난 후 그의 위에서 로드롤러를 떨어뜨리고 그 위에서 무다러쉬로 압박을 가한다. 죠타로도 그 밑에서 로드롤러를 차파괴시키려 하지만 결국 디오의 마지막 공격으로 로드롤러가 바닥에 박히며 디오는 승리한 것처럼 된다.

### 최후
로드롤러 위에서 승리를 선언하며 죠타로의 피를 흡수하려뎐 디오는 갑자기 몸의 움직임이 둔해짐을 느끼고 곧 몸을 움직일 수 없다고 느끼게 된다. 그러자 뒤에서 시간 정지 후 9초 시첨에서 시간을 정지시킨 죠타로가 11초 경과라며 말한다. 그 후 디오의 두 다리의 뼈를 부순 후 시간 정지를 해제한다. 그리고 디오는 다리를 부술때의 충격으로 바닥으로 날아간다. 그 후 다리에서 피가 나오던 디오는 그 피를 죠타로의 눈에 뿌리고 공격을 하는데 죠타로의 일격으로 몸 전체가 붕괴된다. 그리고 죠셉의 피를 다시 주입시켜 죠셉을 살린 죠타로는 죠셉과 함께 이집트의 사막에서 아름답게 떠오르는 태양과 함께 디오는 몸이 바스라지며 사망하게 된다.

## 스탠드
더 월드(The World)
- 파괴력A
- 스피드A
- 사정거리C
- 지속력A
- 정밀동작성B
- 성장성B

능력: 시간을 9초간 정지시킨다. 하지만 정확하게는 자신과 자신의 스탠드만 속도를 굉장히 빠르게 하여 주변 시간이 정지된 것처럼 보일 뿐이다.
이 능력은 사용 후 호흡을 몇번만 하고나면 다시 할 수 있다.
원래 5초였으나 죠셉의 피를 빨고 난 후에는 최대 9초까지 정지시킬 수 있게 된다.

### 외전 스탠드
더 월드 오버 헤븐. 죠죠의 기묘한 모험 아이즈 오브 헤븐이라는 죠죠 게임에서 나오는 외전 스탠드다. 죠죠 가문을 이긴 평행세계의 디오가 진짜 세계(이야기가 진행되는 세계)로 들어와 세계를 지배하려고 할 때 만든 스탠드다.
파괴력:A상에서?로추정
스피드:?로 추정
정밀작동성:?로추정
사정거리:?로 추정
능력: 본래 더 월드의 시간 정지는 그대로 가지고 있다. 그리고 새로운 능력이 추가되었는데 진실을 자신이 원하는대로 왜곡시킬 수 있다. 치명상을 입어도 자신이 원하면 순식간에 상처를 입기 전으로 되돌린다. 그리고 일시적으로 상대의 정신을 조종하여 아군으로 만들 수 있다. 또 진실을 조작해 낙뢰도 떨어트리는데 그냥 쉽게 현실조작으로 보면 된다.

## 기타
3부 스타더스트 크루세이더즈 등장 초기의 디오 스탠드는 모든 스탠드의 능력이 합쳐진 스탠드로 그려졌으나 작가가 너무 사기 같다는 이유로 더 월드를 만들었다고 한다. 더 월드는 타로카드 21번 The World(세계카드)를 모티브로 제작되었다.